# Aphodius paykulli
Aphodius paykulli là một loài bọ cánh cứng trong họ Bọ hung (Scarabaeidae).